# Disney Branded Television
Disney Branded Television est une société filiale de Disney Media Networks regroupant les chaînes de télévision familiales et jeunesses portant le nom Disney de par le monde. Créée sous le nom Walt Disney Television et comme une société indépendante en 1983, ses origines remontent à la création d'un service chargé de la production télévisuelle à la fin des années 1940. La société s'est ensuite nommée Disney Channel Worldwide, Disney Channel International ou The Disney Channel (sous-entendu Group) et comprenait aussi  la radiophonie
En 2019, la société Walt Disney Company a opéré une inversion d'organisation, la société Walt Disney Television qui était depuis 1996 une filiale du Disney-ABC Television Group spécialisée dans les chaînes Disney, est devenue la société qui chapeaute l'ensemble des chaînes Disney, ABC, Fox, FX, et des participations. Tandis que Disney Channel Worldwide est redevenue la société regroupant les chaînes Disney.

## Historique

### 1983-1999: Disney Channel
En 1983, Walt Disney Television devient une société indépendante afin de dissocier les productions cinématographiques de Walt Disney Pictures et de Walt Disney Productions (ce dernier nom n'est plus utilisé depuis 1984). Elle supervise aussi le lancement de la chaîne Disney Channel. 
La production des téléfilms se découpe alors en deux, d'un côté les productions Walt Disney Television, de l'autre les productions spécifiques de Disney Channel, nommées Disney Channel Premiere Films, rebaptisées Disney Channel Original Movie en 1997. Avec la réorganisation de la Walt Disney Company, à la suite de l'arrivée de Michael Eisner, plusieurs animateurs de Walt Disney Pictures sont regroupés en 1984, dans une entité spéciale destinée à la production d'animations pour la télévision : Walt Disney Television Animation. Parmi les principales productions de ce studio on peut citer : La Bande à Picsou, Super Baloo, Myster Mask, Gargoyles, les anges de la nuit ou plus récemment Kim Possible.
En 1985, la société coproduit Le Disney Channel sur FR3, l'une des nombreuses émissions lancées en Europe dans le but de relancer la marque Disney avant l'ouverture du complexe Euro Disney en 1992.
En février 1987, dans une tourmente économique et judiciaire, Westinghouse retire son offre de rachat de la chaîne KHJ-TV à RKO, ce dernier annonce la semaine suivante avoir reçu une offre de Disney. Le 25 juillet 1988, la FCC valide l'achat de la chaîne KHJ-TV par Disney pour 324 millions d'USD qui la renomme KCAL-TV.
En mars 1995, Walt Disney Television lance sa première chaîne en dehors des États-Unis, à Taïwan. Le département de production est alors identifié comme Walt Disney Television Studio. Le 26 mars 1995, Walt Disney Television Singapore inaugure son centre de diffusion satellitaire au 4 Loyang Lane, Disney devenant le premier opérateur ayant son propre satellite en réception-émission ne dépendant pas de Singapore Telecommunications.
En 1996, Disney rachète le groupe Capital Cities/ABC, détenteur du réseau de télévision American Broadcasting Company et ESPN pour un montant de 19 milliards d'USD,. En contrepartie, elle revend la chaîne KCAL-TV.
Le 8 avril 1997, ESPN et Disney Channel signent un accord pluriannuel de distribution avec Tele-Communications Inc, racheté en 1999 par AT&T puis Charter et Comcast.

### 1999-2010: Disney Channel Group
Le 8 juillet 1999, avec la création du ABC Entertainment Television Group, Disney regroupe le Walt Disney Television Studio, les Buena Vista Television Productions et la ABC's Prime Time Division sous la même direction.
Le 5 avril 2001, avec le lancement de Disney Channel Brazil, Disney crée la société Disney Channel International.
Le 28 février 2003, Disney lance Disney Channel Nordic en Suède, Norvège et au Danemark. Le 24 avril 2003, Disney annonce le lancement de Disney Channel Japan comme une chaîne optionnelle de SKY PerfecTV et une chaine basique du câble. Le 18 novembre 2003, Disney lance Disney Channel Japan au Japon, filiale de Walt Disney Japan.
Le 2 avril 2004, Disney lance Disney Channel et Playhouse Disney à Hong Kong et Playhouse Disney en Indonésie. Le 17 décembre 2004, Disney lance Disney Channel India et Toon Disney en Inde.
Le 20 juin 2005, Disney annonce le lancement réparti sur six mois de Disney Channel et Playhouse Disney au Cambodge, aux Palaos, en Thaïlande et au Vietnam, étendant l'offre de Disney Channel Asia.
Le 1er mars 2006, Disney et BSkyB ont conclu un accord pour élargir la diffusion des chaînes Disney sur le réseau de Sky, les chaînes Disney Cinemagic (à partir du 16 mars) et ESPN Classic (à partir du 13 mars) seront ajoutées à l'offre de Sky ainsi que des programmes en HD. Le 24 mars 2006, la série Hannah Montana débute sur Disney Channel. Le 6 mai 2006, Disney Channel lance sa première série d'animation en image de synthèse sur toutes ses chaînes soit plus de 100 pays, La Maison de Mickey. Le 22 juin 2006, Disney Channel et Playhouse Disney sont lancés en Thaïlande sur le bouquet IPTV. Le 25 septembre 2006, Disney lance Disney Channel South Africa en Afrique du Sud. Le 2 décembre 2006, c'est au tour de Disney Channel Poland.
Le 15 février 2007, la chaîne Disney Cinemagic est annoncée pour le mois d'avril sur le réseau satellite français. Le 3 avril 2007, Disney annonce le lancement à partir du 29 avril de Disney Channel Turkey. Le 29 août 2007, le groupe allemand Premiere Star annonce le lancement de Playhouse Disney et Toon Disney sur son bouquet satellite à partir du 1er septembre.
Le 10 janvier 2008, la société canadienne Cogeco signe un accord pour de la VOD avec Walt Disney Television et Disney-ABC International Television. Le 20 décembre 2008, Disney en Italie lance une chaîne proposant les programmes en langue originale avec des sous-titres, Disney in English.
Le 3 octobre 2009, lancement de Disney Channel aux Pays-Bas sur UPC. Le 1er novembre 2009, lancement de Disney Channel en Belgique néerlandophone sur Telenet. Le 24 novembre 2009, Carolina Lightcap, ancienne vice-présidente de Disney Channel Latin America est nommée présidente de Disney Channel Worldwide. Le 4 décembre 2009, Walt Disney Television Animation annonce le triplement de ses investissements dans la production de séries d'animation pour le marché EMEA avec deux séries pour Disney Channel, quatre pour Disney XD et une pour Playhouse Disney.

### 2010-2019: Disney Junior et expansion
Le 1er juin 2010, Astral Media annonce le lancement le 5 juillet de Playhouse Disney Canada en français,. Le 5 juillet 2010, Disney Channel France annonce la création de Disney Junior France en 2011 pour la tranche des 3-7 ans.
Le 16 mars 2011, Disney annonce le lancement de 13 nouvelles séries pour la saison 2011-2012 de Disney Channel, Disney XD et Disney Junior. Le 1er avril 2011, Disney annonce le renommage des Playhouse Disney d'Australie et de Nouvelle-Zélande en Disney Junior à compter du 29 mai 2011. Le 1er avril 2011, Disney Channel France propose désormais gratuitement les chaînes Disney Channel et Disney CHannel +1 sur l'ensemble des bouquets ADSL français. Le 1er mai 2011, Disney annonce le remplacement de Playhouse Disney en Belgique et aux Pays-Bas par Disney Junior à compter du 1er septembre 2011. Le 12 mai 2011, Disney annonce le lancement d'une chaîne Disney XD en Afrique du Sud sur le service payant MultiChoice. Le même jour, Disney annonce la création de Television Media Korea, une coentreprise de Disney Channel International et SK Telecom pour des chaînes Disney en Corée du Sud, cette dernière détenant 51 %,. Le 1er juin 2011, Disney annonce le remplacement le jour même de Playhouse Disney par Disney Junior en Afrique du Sud sur le bouquet DStv. Le 1er juin 2011, Disney et Astral Media annoncent le lancement de Disney XD au Canada. Le 24 juin 2011, Disney annonce le lancement 1er juillet de Disney Channel Korea, une déclinaison nationale de Disney Channel ainsi que de Disney Junior Korea, toutes deux détenues par Cette chaîne sera gérée par Television Media Korea. Le 6 juillet 2011, Disney annonce le lancement le 16 septembre 2011 de Disney Channel UK HD.
Le 16 septembre 2011, Disney annonce la démission de la présidente Carolina Lightcap et son remplacement par Gary Marsh. Le 27 octobre 2011, Disney achète 49 % de la société UTH Russia, propriétaire des chaînes Seven et Muz-TV, et annonce le renommage de la chaîne Seven en Disney Channel Russia. Le 28 décembre 2011, Disney annonce le lancement de Disney XD en marathi et en bengali dès le 1er janvier 2012.
Le 12 janvier 2012, Disney lance Disney Channel Turkey en Turquie. Le 26 avril 2012, Disney lance une chaîne Disneynature TV sur le bouquet d'Orange. Le 13 juillet 2012, DirecTV annonce ne pas être parvenu à un accord avec Viacom et remplace donc la chaîne Nickelodeon Jr par Disney Junior. Le 18 juillet 2012, Disney annonce le lancement de Disney XD en Malaisie le 15 septembre sur l'opérateur Astro.
Le 15 mai 2013, SingTel annonce le lancement le 1er juin 2013 des chaînes Disney Channel, Disney Junior et Disney XD sur son service mio TV en anglais et mandarin. Le 3 juin 2013, Shaw Direct propose désormais Disney XD et Disney Junior en français au Canada. Le 12 octobre 2013, Disney annonce l'arrêt de la version payante de Disney Channel Deutschland le 29 novembre 2013 au profit d'une gratuite devant débuter le 17 janvier 2014 sur l'ancien canal de Das Vierte. Le 19 octobre 2013, Disney Southeast Asia lance la chaîne Disney XD en Indonésie et en Thaïlande. Le 28 octobre 2013, Disney Channel est désormais disponible en VOD en Turquie.
Le 3 février 2014, Disney annonce le lancement de Disney XD et Disney Junior en HD en Allemagne sur Teleclub.  Le 24 février 2014, Disney annonce le lancement le 10 avril des chaînes Disney XD et Movies Disney sur le câble en Australie,. Le 16 mars 2014, Disney Channel lance la production de la mini-série Evermoor, première tournée au Royaume-Uni et destinée au marché américain et international. Le 10 avril 2014, à la suite de leur partenariat le mois précédent, Disney et Dish annonce le lancement de Disney Junior sur les bouquets de Dish. Le 21 mai 2014, le câblo-opérateur scandinave Altibox signe un contrat de diffusion des chaînes de Walt Disney Television (Disney Channel, Disney XD, Disney Junior et Disney on Demand) et des séries d'ABC Studios avec Disney Nordic. Le 24 juillet 2014, le CRTC valide l'achat pour 170 millions d'USD des chaînes canadiennes Family, Disney Channel et Disney Junior détenues par Bell Media par DHX Media. Le 31 octobre 2014, le fournisseur d'accès polonais Netia ajoute Disney Junior à son bouquet jeunesse. Le 15 décembre 2014, une campagne de soutien à Disney Cinemagic a été mis en place en Espagne pour sauver la chaîne payante qui s'est arrêté le 1er janvier 2015. En France la  chaîne Disney Cinemagic a été remplacé par Disney Cinema le 8 mai 2015, pour proposer toute la journée des films, contrairement à Disney Cinemagic qui proposait plus de séries animés que de films. Le 17 mars 2015, Disney annonce la production d'une série avec les Muppets sur Disney Junior avec Kermit parlant aux enfants.
Le 16 avril 2015, Disney et Corus Entertainment annoncent un contrat en vue de la création d'une Disney Channel canadienne,,,. Le 6 juillet 2015, Disney Junior est lancée en Hongrie,. Le 14 décembre 2015, Disney et Canal+ signent un contrat rendant les chaînes Disney Junior, Disney XD et Disney Cinema ainsi Disney English des services exclusifs de Canalsat,.
Le 8 janvier 2016, la chaîne allemande devient un service disponible en 24h/24 à partir du 29 février. Le 20 janvier 2016, Sky Deutschland et Disney Cinemagic lance une chaîne éphémère du 18 mars au 3 avril nommée Sky Disney Prinzessinnen qui proposera 26 films de Princesses Disney.
Le 20 novembre 2017, Telefónica lance une nouvelle chaîne nommée Movistar Disney disponible à partir du 22 décembre 2017 et entre le 1er et 17 décembre le canal est utilisé comme une chaîne éphémère Star Wars.
Le 26 février 2018, Orbit Showtime Network annonce le lancement le 1er mars 2018 d'une chaîne OSN Movies Disney en HD aux Émirats arabes unis en anglais et arabe. Le 17 décembre 2018, Sky annonce la disparition de la chaîne Disney XD en Nouvelle-Zélande au profit d'une version à la demande et du report des émissions sur Disney Channel et Disney Junior. Le 4 mars 2019, Ravi Ahuja, actuel CFO de Fox Networks Group est nommé CFO de Walt Disney Television, sous la présidence de Peter Rice et la responsabilité du CFO de Disney, Christine McCarthy.

## Les chaînes Disney
| Pays/Chaine       | Allemagne | Espagne | France               | Italie | Pologne | Portugal | Royaume-Uni        | Europe du Nord (Scandinavie) |
| ----------------- | --------- | ------- | -------------------- | ------ | ------- | -------- | ------------------ | ---------------------------- |
| Disney Channel    | oui       | oui     | oui                  | oui    | oui     | oui      | oui                | oui                          |
| Playhouse Disney  | oui       | *       | devenu Disney Junior | oui    | *       |          | oui                | oui                          |
| Disney Cinemagic  |           | oui     | devenu Disney Cinema |        |         | oui      | oui                |                              |
| Disney Cinema     |           |         | oui                  |        |         |          |                    |                              |
| Disney XD         |           | oui     | oui                  | oui    | oui     |          | oui                |                              |
| Toon Disney       | oui       | oui     | renommée Cinemagic   | oui    |         |          | renommée Cinemagic | oui                          |
| Disney Junior     | oui       | oui     | oui                  |        | oui     |          |                    |                              |
| Disney in English |           |         |                      | oui    |         |          |                    |                              |
| Movistar Disney   |           | oui     |                      |        |         |          |                    |                              |

| Pays/Chaine      | États-Unis | Canada | Argentine | Brésil | Mexique | Amérique latine |
| ---------------- | ---------- | ------ | --------- | ------ | ------- | --------------- |
| Disney Channel   | oui        | oui    | oui       | oui    | oui     | oui             |
| Playhouse Disney | oui        |        |           |        |         |                 |
| Disney XD        | oui        | oui    |           |        |         |                 |
| Toon Disney      | oui        |        |           |        |         |                 |
| Disney Junior    | (2012)     | oui    |           |        |         |                 |

| Pays/Chaine      | Australie | Corée du Sud | Inde | Japon | Nouvelle-Zélande | Philippines | Taïwan | Thaïlande | Asie du sud-ouest |
| ---------------- | --------- | ------------ | ---- | ----- | ---------------- | ----------- | ------ | --------- | ----------------- |
| Disney Channel   | oui       | oui          | oui  | oui   | oui              | oui         | oui    | oui       | oui               |
| Playhouse Disney | oui       | oui          | oui  |       |                  |             | oui    |           | oui               |
| Disney XD        | oui       |              |      |       |                  |             |        |           |                   |
| Hungama          |           |              | oui  |       |                  |             |        |           |                   |
| Disney Junior    | oui       | oui          |      |       | oui              |             |        |           |                   |

| Pays/Chaine    | Afrique du Sud | Moyen-Orient |
| -------------- | -------------- | ------------ |
| Disney Channel | oui            | oui          |
| Disney XD      | oui            | oui          |
| Disney Junior  | oui            |              |

1. ↑  Cf Disney Channel Nordic
2. ↑  nouveau nom de Jetix qui était initialement Fox Kids propriété de  News Corporation
3. ↑  Cf Disney Channel Latin America
4. ↑  voir Disney Channel Asia

- Chaines revendues
  - K-2 (Italie)
  - GXT (Italie)

## Données économiques
Pour la période 1983-1996, les résultats financiers de Walt Disney Television sont inclus dans Walt Disney Studios Entertainment, paragraphe « Résultats financiers ».
À partir de 1994, les résultats financiers sont inclus dans ceux de Disney Media Networks, qui vient d'être crée, paragraphe « Résultats financiers ». 
À partir de 1996, ces résultats incluent en plus ceux d'American Broadcasting Company qui vient d'être rachetée dont ESPN dans Disney Media Networks

### Direction
- Richard Frank : 1994 à 1995 (arrivé chez Disney en 1985 comme président de Walt Disney Studios)[78]
- Rich Ross : ? - novembre 2009 (nommé président de Walt Disney Studios Entertainment)[42]
- Carolina Lightcap : novembre 2009-septembre 2011[42]
- Gary Marsh : septembre 2011[42]-